# Тафф, Александр Павлович
Александр Павлович Тафф (28 марта 1914 года, Двинск,  Витебская губерния, Российская империя —  1989 год, Минск,  БССР, СССР) — архитектор  середины XX века в Екатеринбурге.

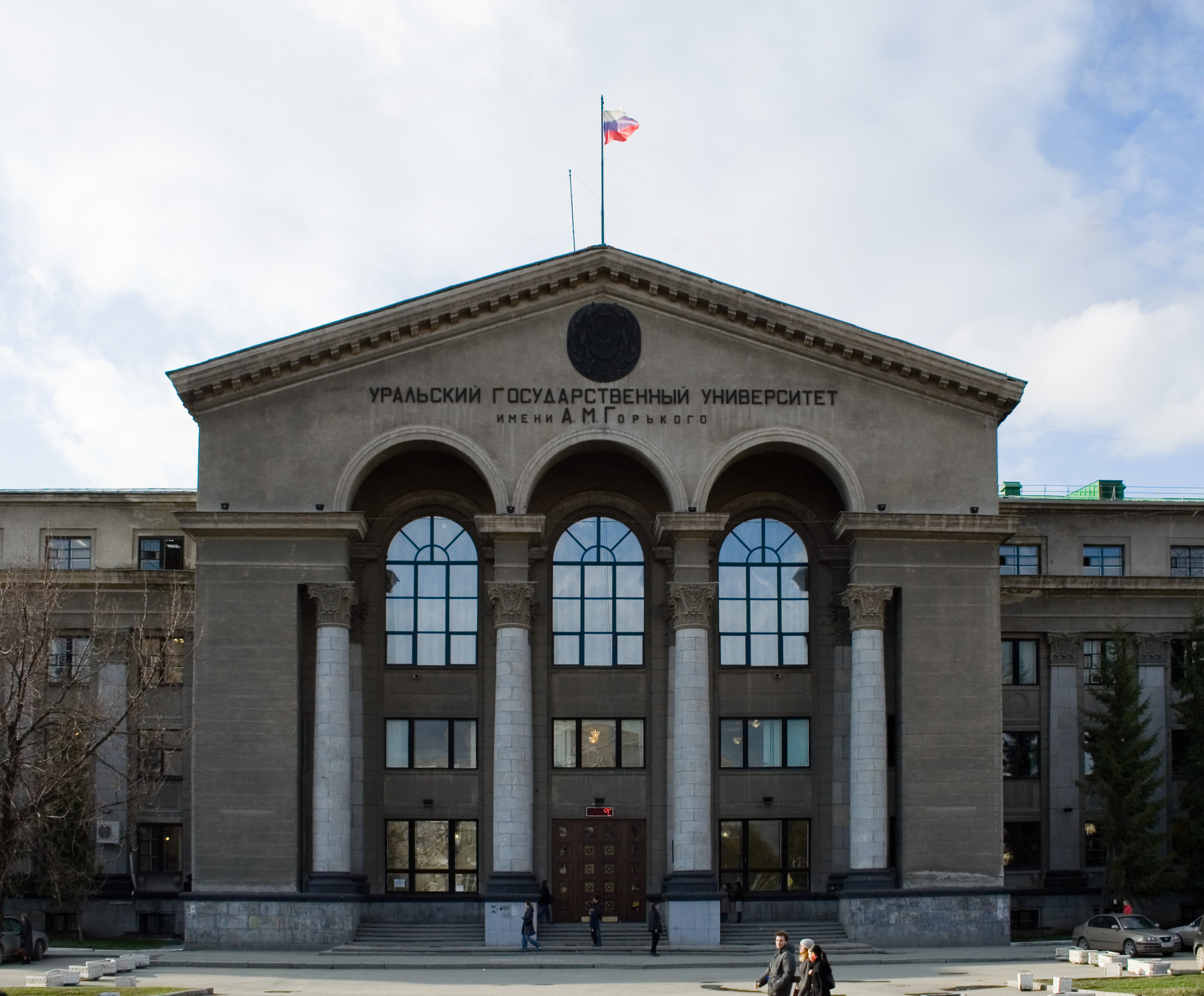
Главное здание УрГУ

Архитектурное образование получил в Ленинграде: в 1936 году закончил архитектурный факультет в Ленинградском инженерно-строительном институте, в 1939
году закончил архитектурный факультет в Академии художеств. Был учеником Л. В. Руднева. Во время учёбы спроектировал ресторан и жилые дома в Сочи.
В 1937 году был расстрелян отец архитектора, сам он тоже попал под репрессии, позднее (в 1959 году) полностью реабилитирован. Во время войны отбывал срок в Нижнем Тагиле, работал в трест «Тагилстрой», где занимался проектированием  Клуба горняков и проектом поселка Красный. В 1946 году, после окончания срока, переехал на работу в Свердловск.

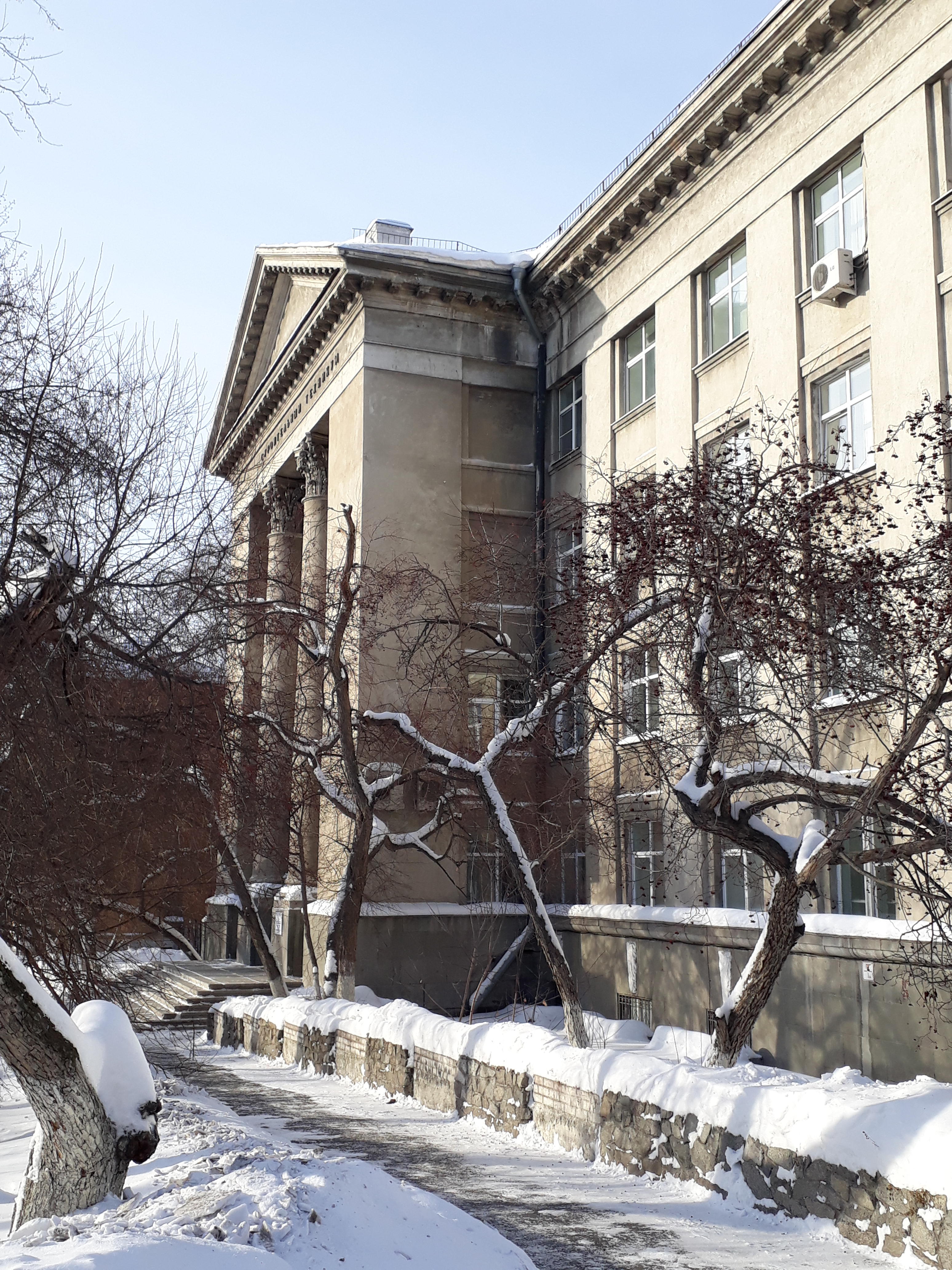
Уральский колледж строительства, архитектуры и предпринимательства

Проектировал административное здание комбината «Свердловскуголь» на проспекте Ленина, 51 (позднее главное здание УрГУ, ныне учебный корпус УрФУ). Начало проектирования пришлось на 1948 год.
Проектировал здание Свердловского телецентра по улице Луначарского, 212.
Проектировал здание для Свердловского строительного техникума на улице Малышева, 117.
Проектировал улицу Грибоедова — центральную улицу микрорайона Химмаш, участвовал в проектировании планировки Эльмаша.
В построенном им в 1951 году на улице Московской, 6 коттедже проживают его потомки.
В 1958 году переехал в Белоруссию. С 1962 года он преподает в  архитектурно-строительном институте Усть-Каменогорска.
С 1968 года работает в Пензе. Некоторое время является заместителем главного архитектора
Пензы, затем — главным архитектором местного проектного института Министерства
легкой промышленности СССР, затем преподавателем инженерно-строительного
института.
Умер в 1989 году в Минске.

## Семья
Старший Брат — Леонид,архитектор,репрессирован в Ленинграде в 1939г.,младший брат Михаил, тоже архитектор.
Сын Игорь, дочь Татьяна.